# Blacklands
Blacklands är en stadsdel i Hastings, i distriktet Hastings, i grevskapet East Sussex, i England. Blacklands var en civil parish från 1894 till 1897 då den blev en del av St Helens.